# María Barranco
María de los Remedios Barranco García (Málaga, 11 de junho de 1961) é uma atriz espanhola. Venceu o Prêmio Goya de melhor atriz coadjuvante em 1989, pelo seu papel no filme Mulheres à Beira de um Ataque de Nervos, e em 1991 por As Idades de Lulu.